# Joachim IV. (Patriarch)

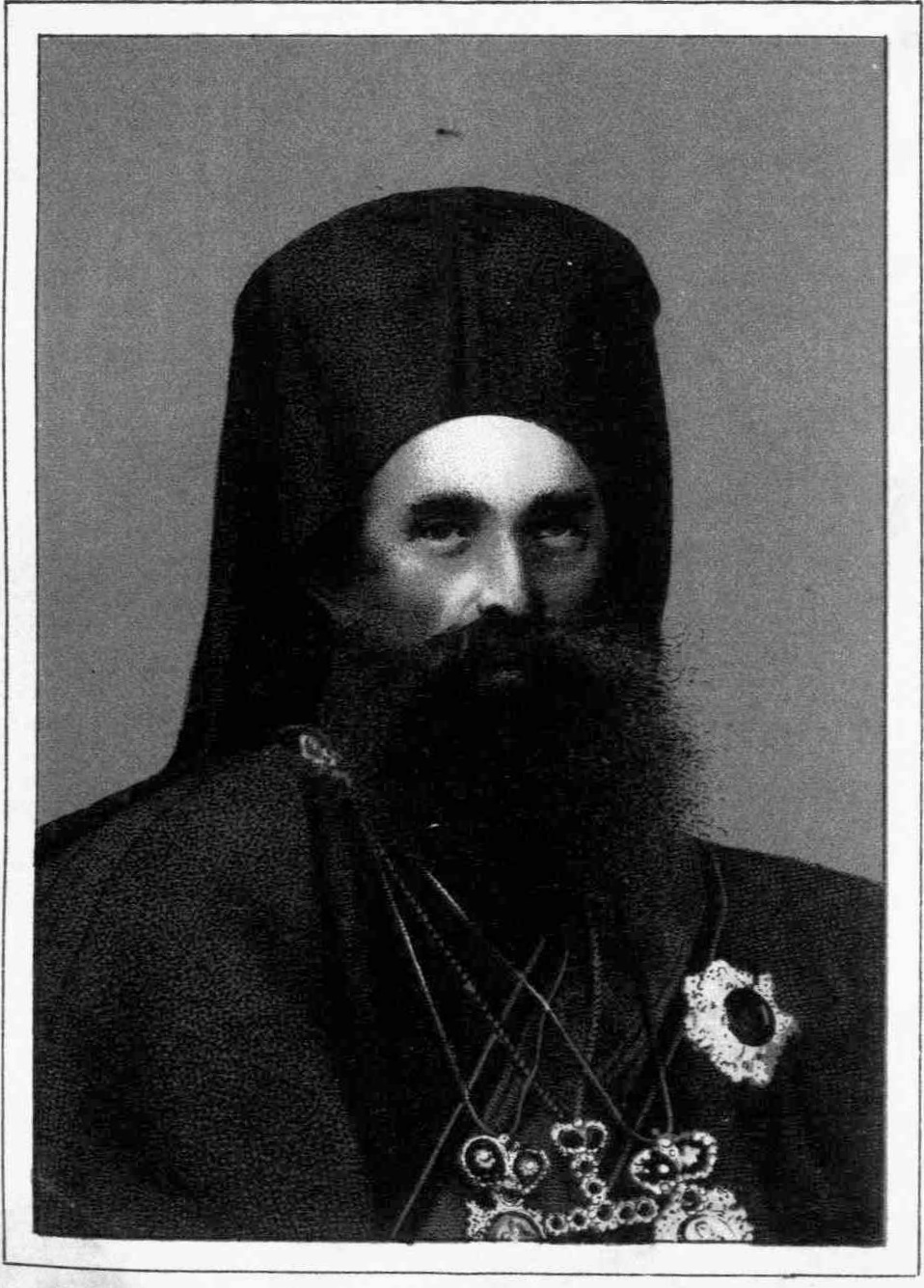
Joachim IV.

Joachim IV. (Ιωακείμ Δ΄), weltlich Nikolaos Krousouloudis (Νικόλαος Κρουσουλούδης; * 5. Juli 1837 in Kallimasia auf der Insel Chios; † 15. Februar 1887 ebenda) war Patriarch von Konstantinopel (1884–1886).
Schon in jungen Jahren zog er mit seiner Familie nach Konstantinopel. Sein Onkel war zu dieser Zeit Metropolit von Kyzikos (Μητροπολίτης Κυζίκου). Joachim besuchte die theologische Schule auf Chalki, die er 1861 abschloss. Später wurde er Diakon und 1863 zum Sekretär der Synode ernannt.
Am 28. November 1870 wurde Joachim IV. Metropolit von Larisa. Er wurde auf die Halbinsel Berg Athos geschickt, um kirchliche Missionen durchzuführen. 1883 erkrankte er an Tuberkulose und reiste zu medizinischen Bädern nach Palermo (Italien), anschließend nach Österreich und Bulgarien. Während seines Italienaufenthaltes besuchte er Papst Leo XIII., was für die damalige Zeit ungewöhnlich war. Am 1. Oktober 1884 wurde er zum Patriarchen von Konstantinopel gewählt und zwölf Tage später geweiht.
Während seiner Amtszeit wurde die rumänische Kirche autokephal und die Beziehungen des Patriarchats zu den Kirchen Serbiens und Rumäniens wurden wiederhergestellt.
Seine Tuberkulose verschlimmerte sich und aus diesem Grund trat er am 16. November 1886 von seinem Amt zurück. Er starb kurz darauf am 15. Februar 1887.